# Megaselia speiseri
Megaselia speiseri är en tvåvingeart som beskrevs av Schmitz 1929. Megaselia speiseri ingår i släktet Megaselia och familjen puckelflugor. Arten är reproducerande i Sverige. Inga underarter finns listade i Catalogue of Life.